# Осиос-Лукас
Осиос Лукас (греч. Μονή Οσίου Λουκά, Монастырь преподобного Луки) — монастырь Элладской православной церкви в Греции, основанный преподобным Лукой Елладским (отсюда название). Расположен на западных склонах горы Геликон в окрестностях города Дистомо (ном Беотия) в 37 км от города Дельфы (ном Фокида). Монастырь знаменит мозаиками, древнейшие из которых восходят к XI веку.

## История
Монастырь был основан преподобным Лукой Стириотом, который, как отшельник, поселился на склонах Геликона около 946 года. Вскоре вокруг него образовалась монашеская община, и было начато строительство первого монастырского храма во имя святой Варвары. Лука скончался в 953 году и был погребён в своей келье, над которой позднее была построена небольшая церковь. Монастырь возглавил Филофей, завершивший строительство церкви Святой Варвары. При нём, благодаря поддержке Константинополя, началось активное развитие монастыря. Был построен кафоликон, украшенный в начале XI века мозаикой, и крепостная стена вокруг монастыря.
После захвата в 1204 году столицы Византийской империи крестоносцами монастырь сильно пострадал от завоевателей: были утрачены многие его реликвии и сокровища, а сам он был передан ордену тамплиеров. Во второй четверти XIII века монастырь был разграблен ахейским князем Жоффруа II де Виллардуэном, который вывез из монастыря в Венецию мощи преподобного Луки (частица мощей осталась в одном из афонских монастырей). В 1312 году монастырь вновь был разграблен франками. Позднее монахи вернулись в него, но своё величие Осиос Лукас утратил.
При султанах Селиме I и Сулеймане I монастырь 20 лет был необитаем, кельи разрушались, а кафоликон лишился крыши. Восстановить монастырь помог константинопольский патриарх Иеремия I, также он дал монастырю независимость от местных церковных иерархов. Путешественники XVII века уже описывают монастырь как процветающий и называют его самым красивым в Греции. Во время войны за Пелопоннес между турками и венецианцами в конце XVII века монастырь был ограблен турками и албанцами.

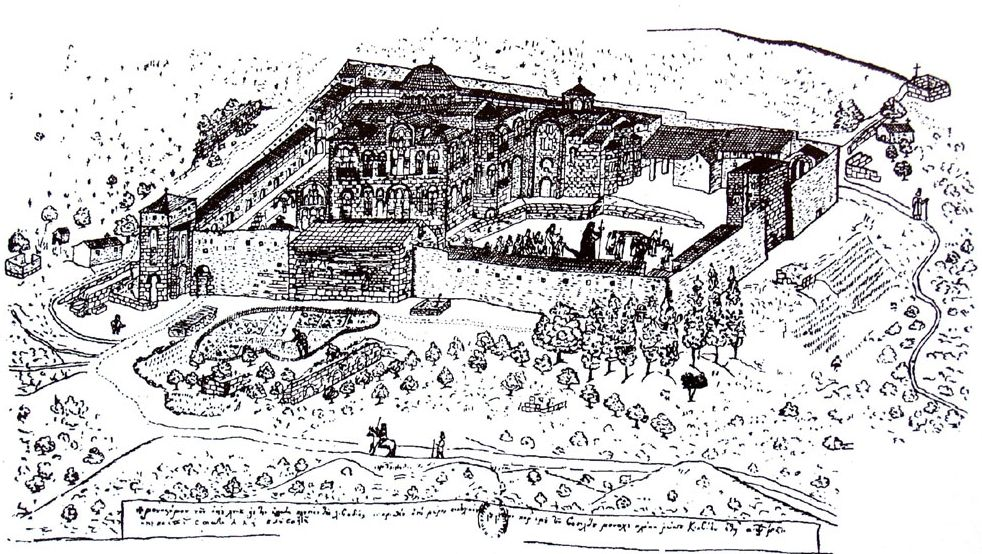
Осис Лукос глазами путешественника Василия Григоровича-Барского, 1743 год

Монастырь был центром греческого национально-освободительного антитурецкого движения. В 1780 году в нём 95 партизан во главе с Андрицосом Верусисом в монастырской башне держали осаду против трёхтысячного турецкого войска и ушли из монастыря невредимыми. 26 марта 1821 года в монастыре епископ Салонский Исаия, вслед за митрополитом Германом, благословил лаварон (знамя) греческого национального восстания против турецкого ига. В ответ на поддержку монастырём повстанцев турки 14 июня 1822 года вошли в монастырь и разрушили его: «был сожжён иконостас церкви Богоматери, потеряна серебряная доска, на которой была написана история основания монастыря, мозаики были закопчены пламенем, разводимым в кафоликоне турками и мрамор потерял блеск».
Во время Второй мировой войны монастырь подвергся бомбардировке — в 1943 году на него было сброшено 16 бомб, которые разрушили трапезную и повредили стены кафоликона. Реставрация монастыря началась в 1958 году. По настоящее время Фонд археологических ресурсов Министерства Культуры Греции осуществляет восстановление и консервацию мозаик кафоликона. В 1980 году из иконостаса кафоликона были украдены четыре иконы XVI века, написанные Михаилом Дамаскином. В 1986 году из Венеции в Осиос Лукас вернулись мощи его основателя — преподобного Луки Елладского.
Монастырь Осиос Лукас — крупнейший из трёх памятников монументального византийского искусства XI века (наряду с Дафни и Неа Мони. В 1990 году включён в число объектов Всемирного наследия ЮНЕСКО. В настоящее время этот действующий мужской монастырь (находится в юрисдикции Элладской православной церкви) является популярным паломническим и туристическим центром Греции.

## Монастырские строения

### Церковь Богородицы
Древнейшей постройкой монастыря является церковь Святой Варвары (в настоящее время посвящена Богородице). Она построена в 946 — 955 годы, на деньги фиванского стратига. В ходе поздних перестроек здание церкви вошло в состав кафоликона (примыкает к нему своей южной стороной).
Строение относится к типу крестовокупольных храмов на четырёх колонках, имеет трёхконховую апсиду и увенчана куполом на парусах. В барабане купола имеются восемь двойных окон, украшенных мраморными вставками с рельефами из процветших крестов. Храм имеет нартекс и двухъярусную входную открытую галерею. Церковь является одним из лучших образцов столичного типа храмов на четырёх колоннах.
В церкви сохранились фрески XI—XII веков (в правом арочном переходе алтаря — святые Игнатий, Феофор и Поликарп; в северной половине арки диаконника — святые Харалампий, Лев Катан и Софроний) и одна фреска X века с изображением Иисуса Навина говорящего с архангелом Михаилом (обнаружена в ходе реставрационных работ 1964 года). Фигура архангела не сохранилась, сюжет был определён на основе цитаты об этом библейской событии, сопровождающей изображение. На столбе рядом с алтарной преградой сохранился декоративный фриз, окружавший утраченную фигуру Иисуса Христа.

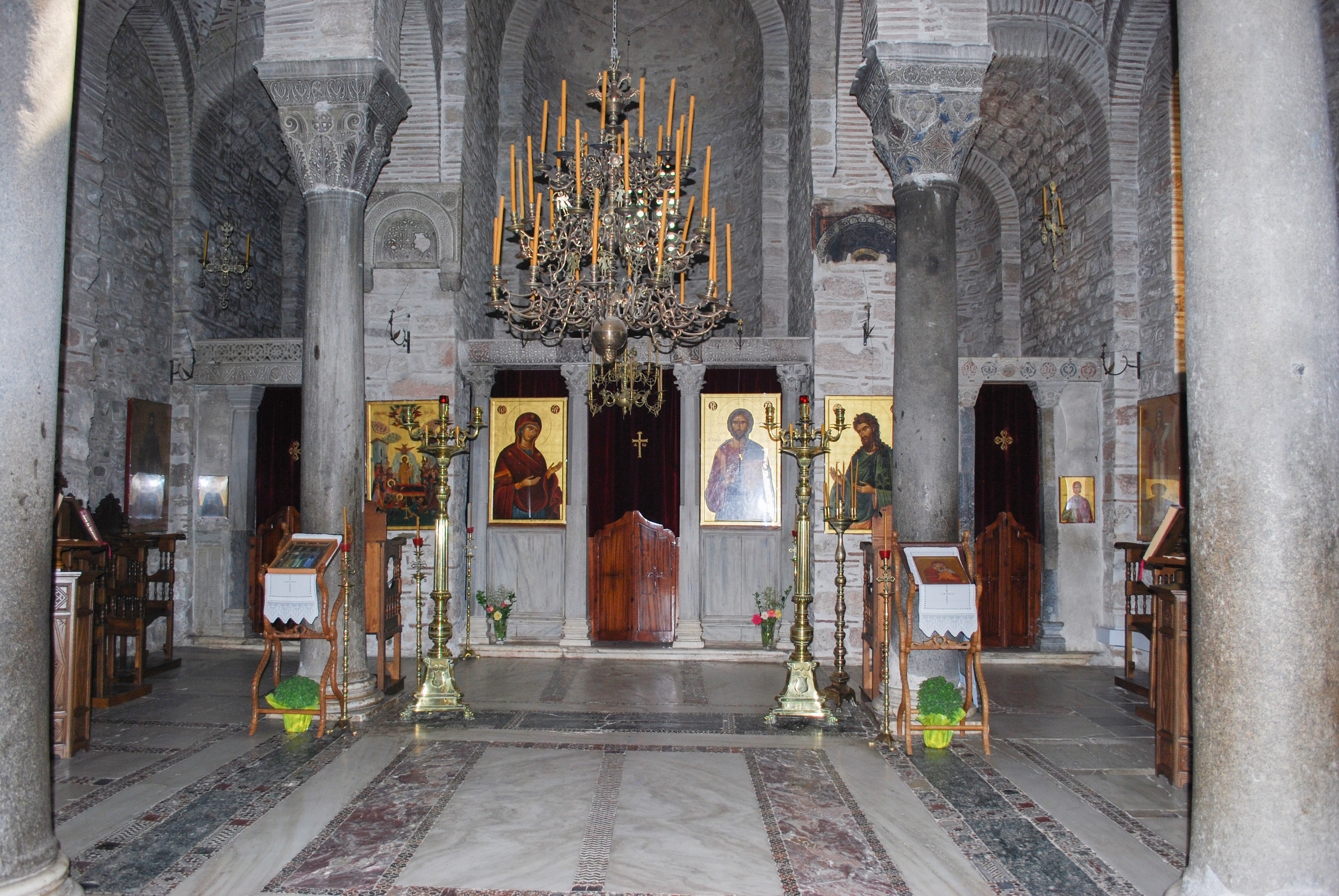
Алтарь церкви Богородицы
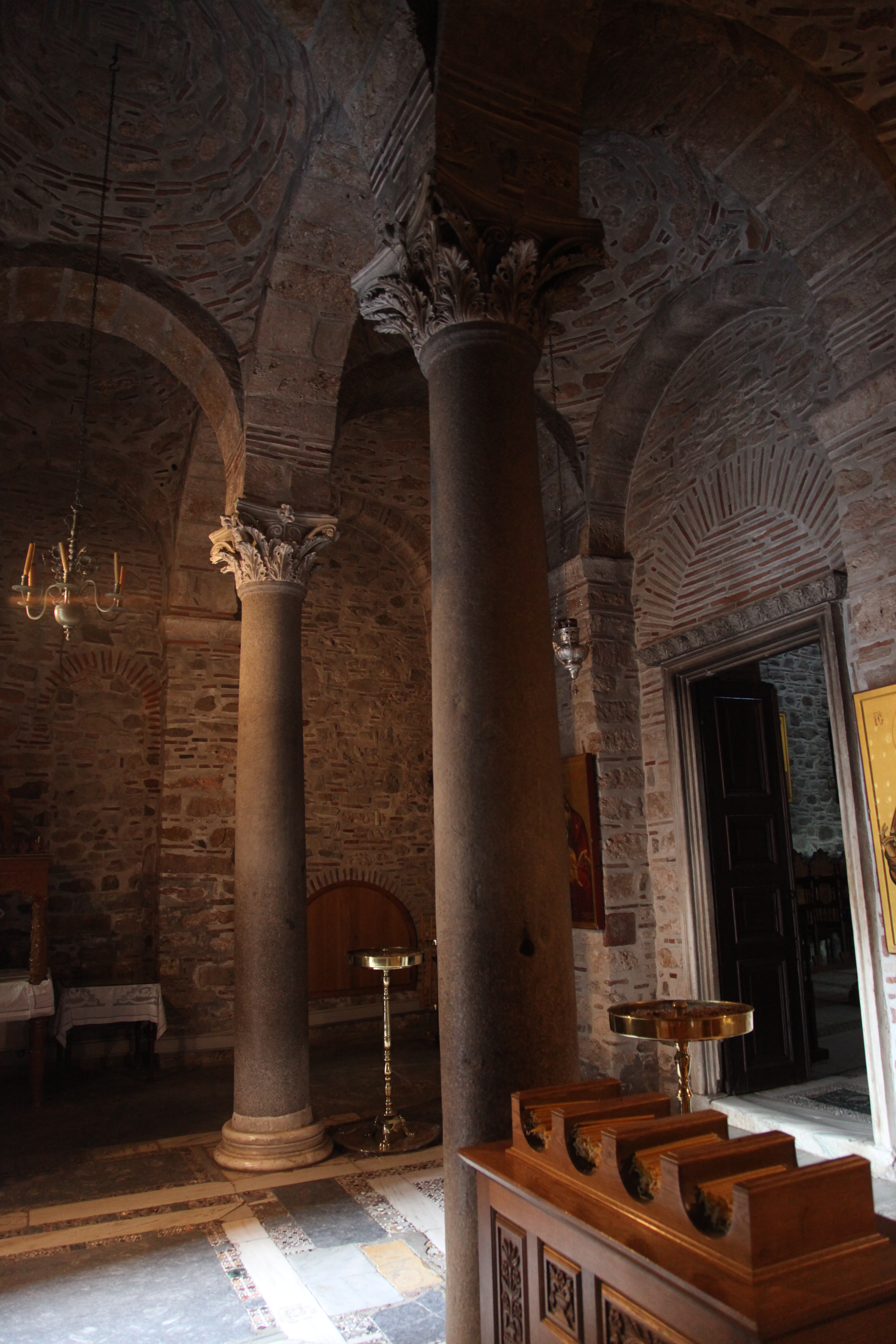
Колонны церкви Богородицы
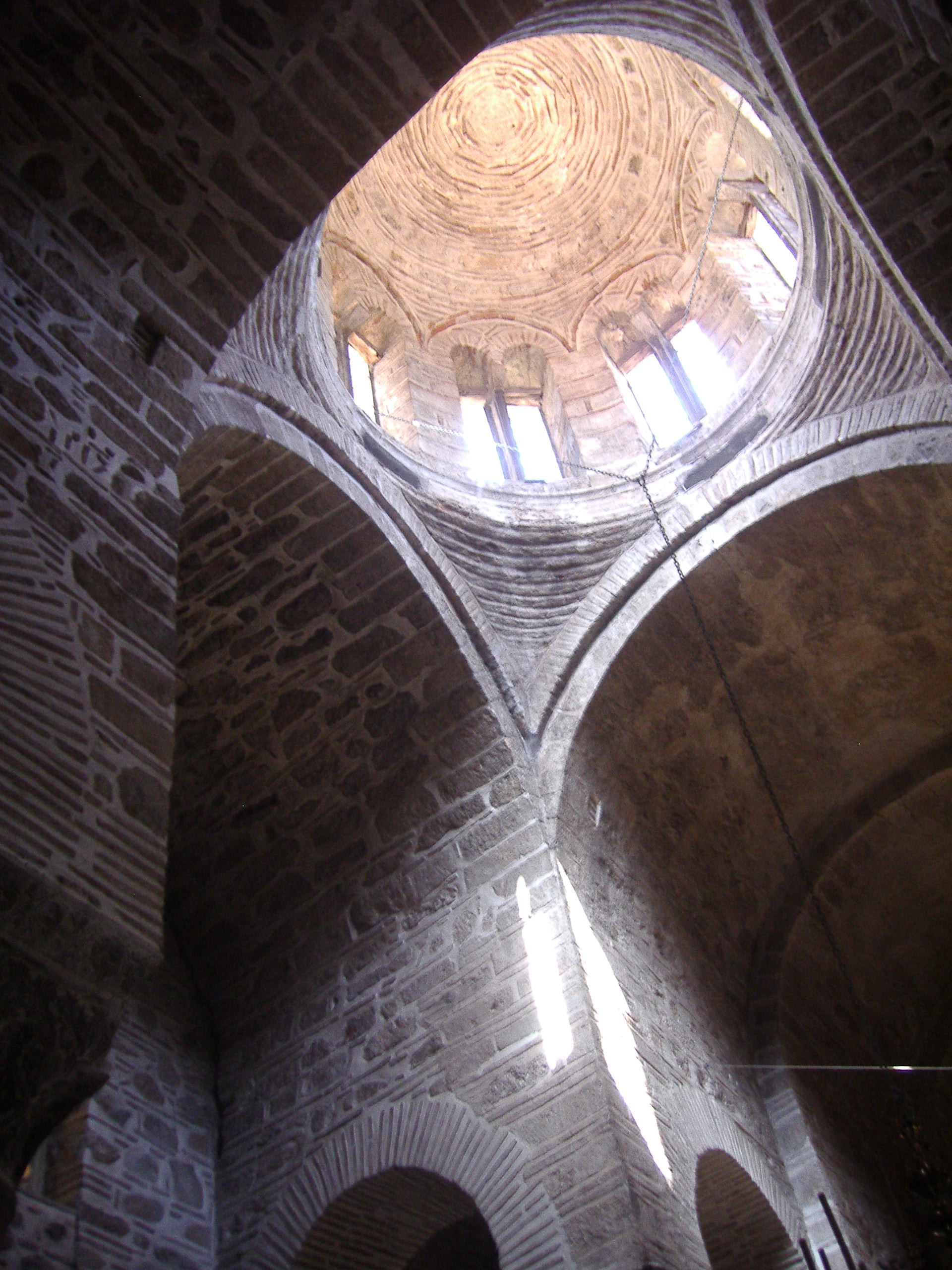
Купол церкви Богородицы
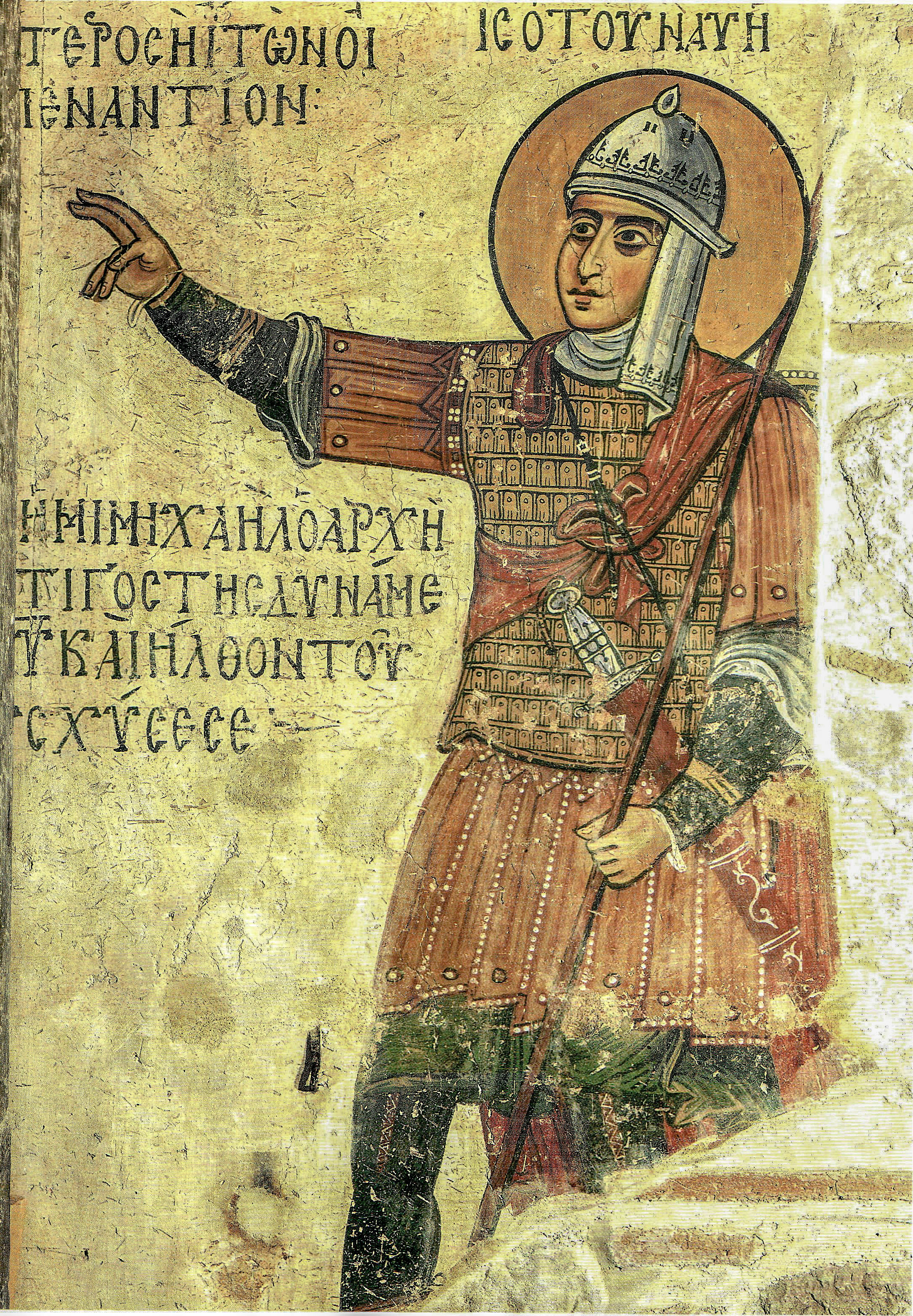
Иисус Навин (фреска)

### Церковь Святого Луки (кафоликон)

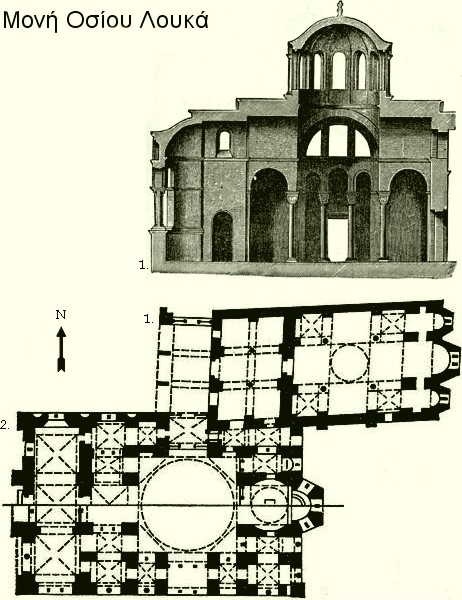
План церквей Осиос Лукас
(вверху — церковь Богородицы, внизу — кафоликон)

Строительство церкви предание связывает с предсказанием преподобного Луки об освобождении Крита от сарацин: когда у него спросили о возможности освобождения острова, то он сказал «Роман спасёт Крит», а на вопрос говорит ли он об императоре Романе I, ответил «Не он, но другой». Крит освободил в 961 году император Роман II Младший и, помня о пророчестве, направил в Осиос Лукас строителей с указанием построить для монастыря церковь по подобию Святой Софии.
Кафоликон Осиос Лукас является самой крупной постройкой средневизантийского периода. Церковь крестовокупольная, имеет октагональную форму с круговым обходом в верхнем ярусе. Девятиметровый купол церкви опирается на тромпы, что возникло под влиянием армянской архитектуры. В барабане купола расположено 16 небольших окон. Пресбитерий кафоликона перекрыт небольшим куполом. Нижний уровень внутренних стен храма покрыт мраморными плитами, которые символизируют «твердь вод под твердью».
С запада к церкви пристроен сводчатый нартекс, украшенный мрамором и мозаиками, на востоке расположена выдвинутая за периметр апсида центрального алтаря. На первом ярусе под хорами расположены компартименты с крестовыми сводами, украшенными мозаиками и фресками. Хоры второго яруса украшены аркадой, выходящей в центральное пространство храма.

Центричность просторного подкупольного пространства подчёркнута с большой силой. Небольшие затенённые угловые помещения перекрыты крестовыми сводами. Видимые через трёхчастные двухъярусные арки, пересекающие боковые рукава креста, эти тесные помещения составляют своего рода богатый орнаментальный аккомпанемент, сопровождающий главную тектоническую тему центрического купольного здания.

Для строительства цоколя церкви использовался материал руин античного храма Деметры, располагавшегося рядом. Фасад выполнен из камня и плинфы (плоские квадратные кирпичи) и имеет многочисленные окна в форме двойных и тройных арок, разделённых колоннами. Фасад украшен мраморными вставками с рельефами (бичевание Христа, процветшие кресты и т. п.). В люнете окна над главным входом помещена фреска «Успение святого Луки» (преподобный умирает в окружении монастырской братии, над ним ангелы, готовые принять его душу, а у ложа изображены восемь змей, символизирующих бесов), люнеты окон над боковыми дверями также были украшены фресковой живописью, которая сильно разрушена.
В состав кафоликона входит баптистерий, расположенный на западе правого нефа и ризница, примыкающая к апсиде правого алтаря. 

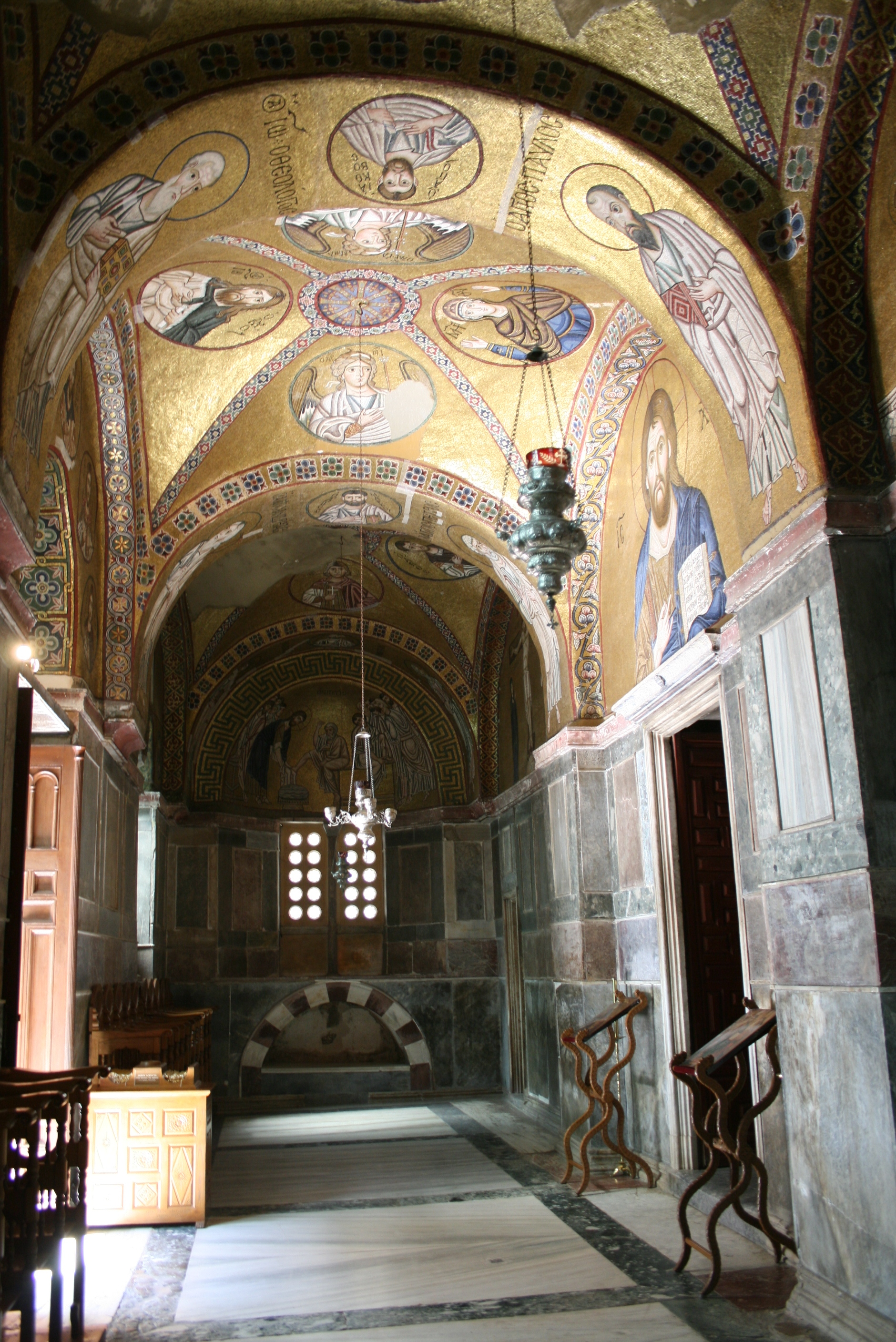
Нартекс
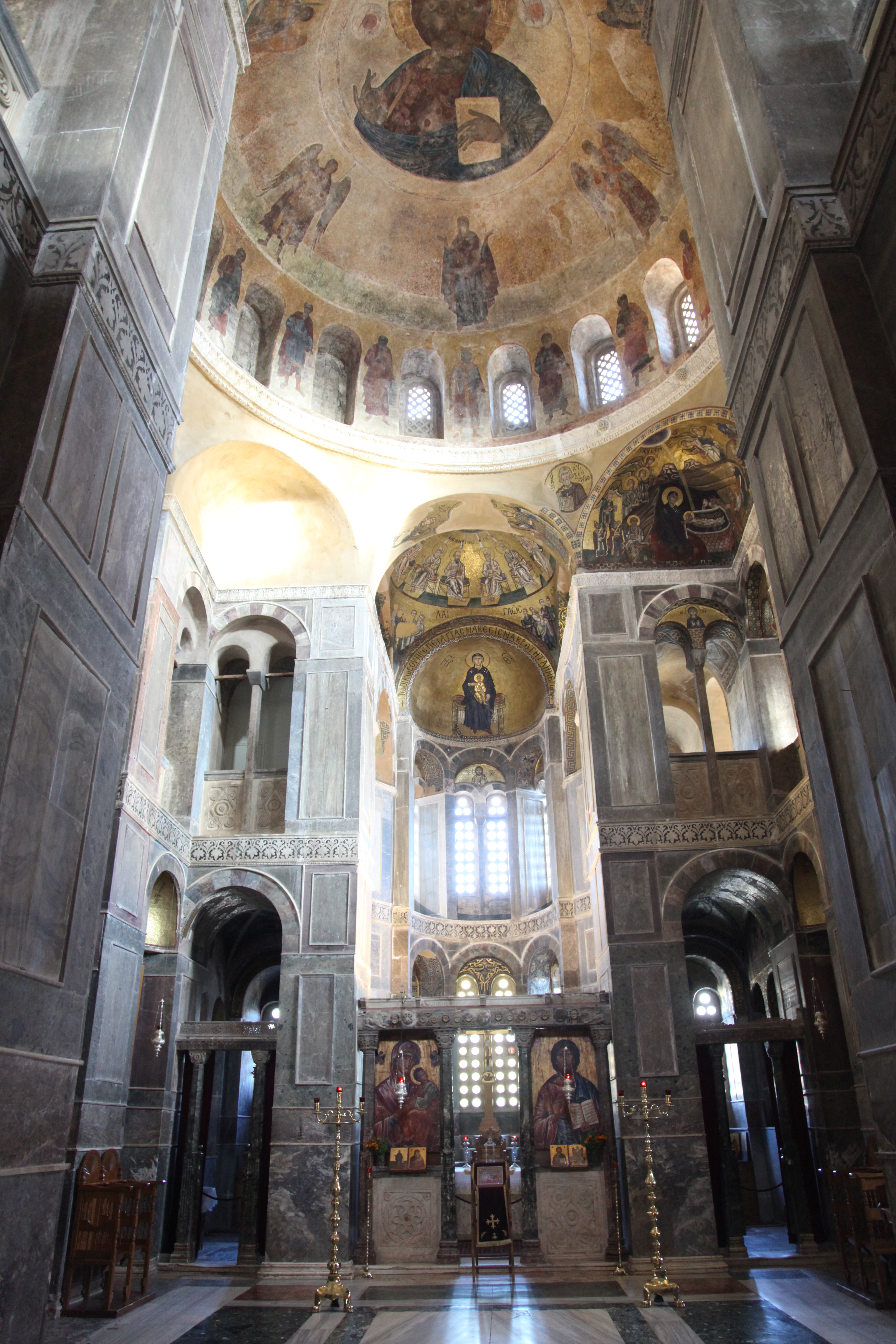
Интерьер кафоликона (центральный неф, вид на алтарную часть)
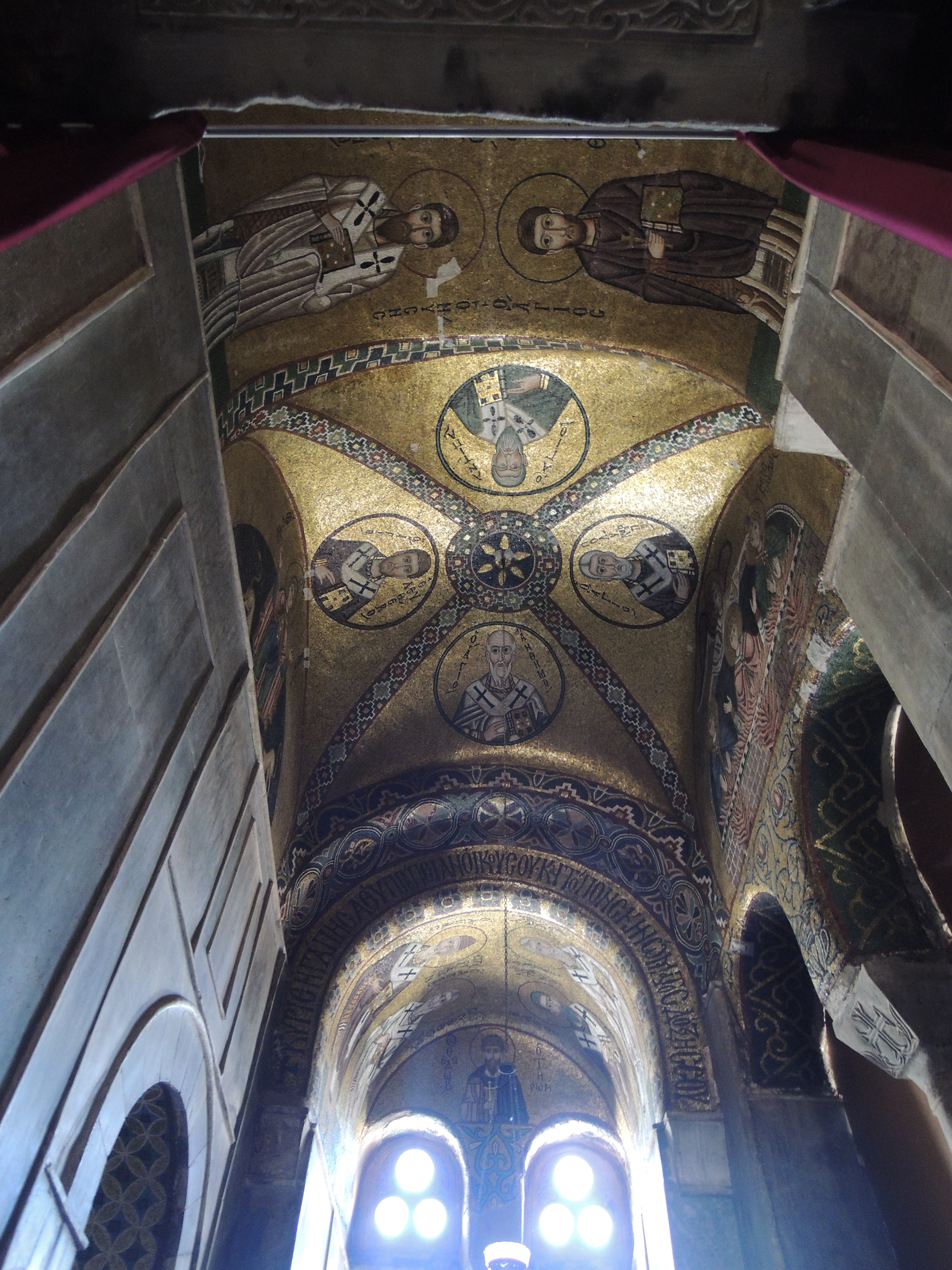
Вид на боковой неф
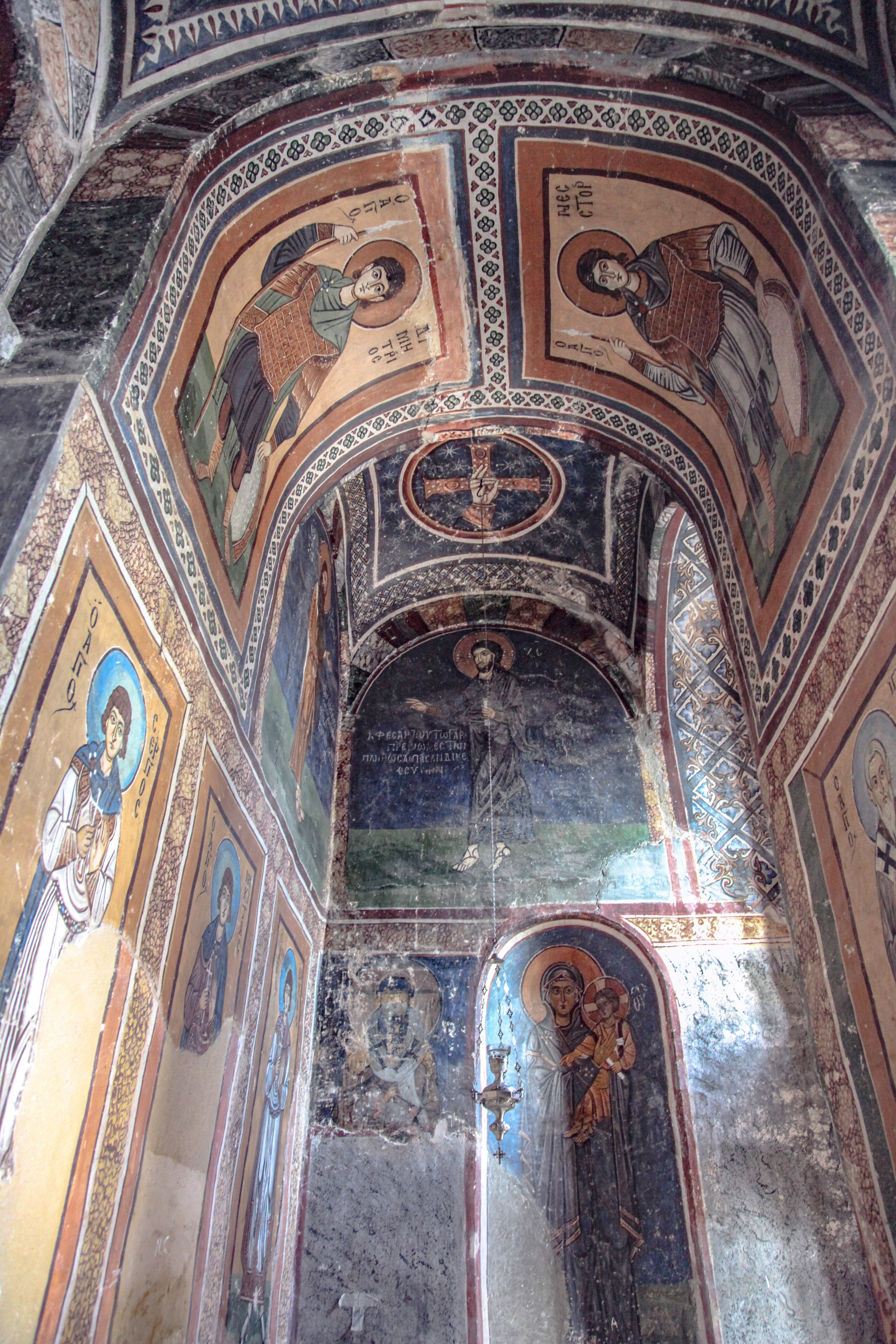
Фрески в боковом нефе

#### Крипта
Под зданием расположена крипта, построенная для того, чтобы основание кафоликона имело одинаковый уровень со стоящей рядом церковью Богородицы. Крипта имеет крестообразную форму и является нижним храмом кафоликона — в ней установлен мраморный иконостас и рака, в которой до перенесения в главный храм хранились мощи преподобного Луки. Стены крипты украшены фресками, современными мозаикам кафоликона. На их изображены ряд евангельских сцен (в том числе Страсти Христовы), апостолы, 28 фигур святых, а также преподобный Лука в окружении учеников. Академик В. Н. Лазарев характеризует фрески крипты как архаичные и считает, что над их созданием работали двое художников:
Их примитивная, жёсткая манера письма указывает на то, что они вышли из подвизавшейся здесь провинциальной школы мозаичистов.

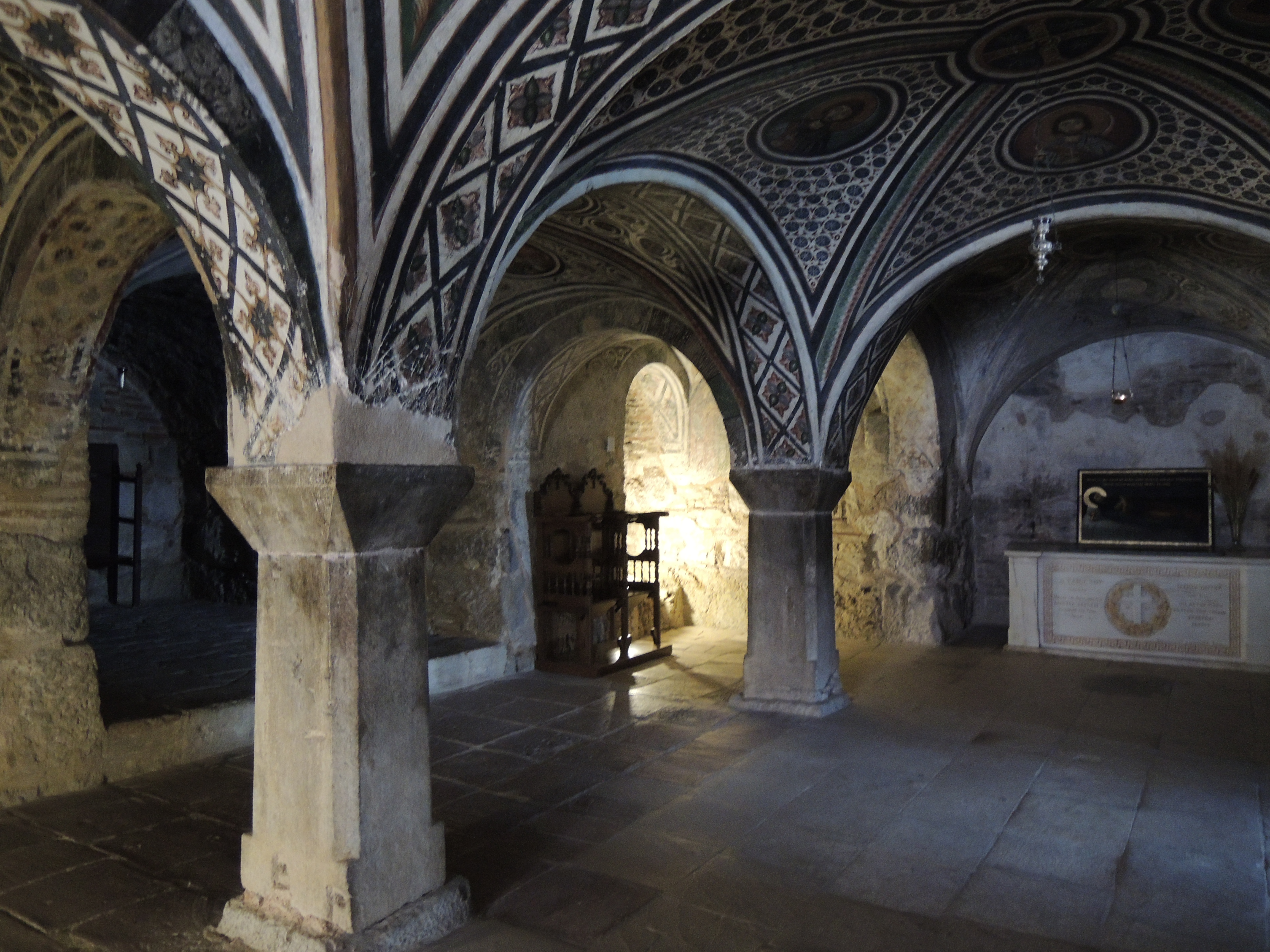
Интерьер крипты
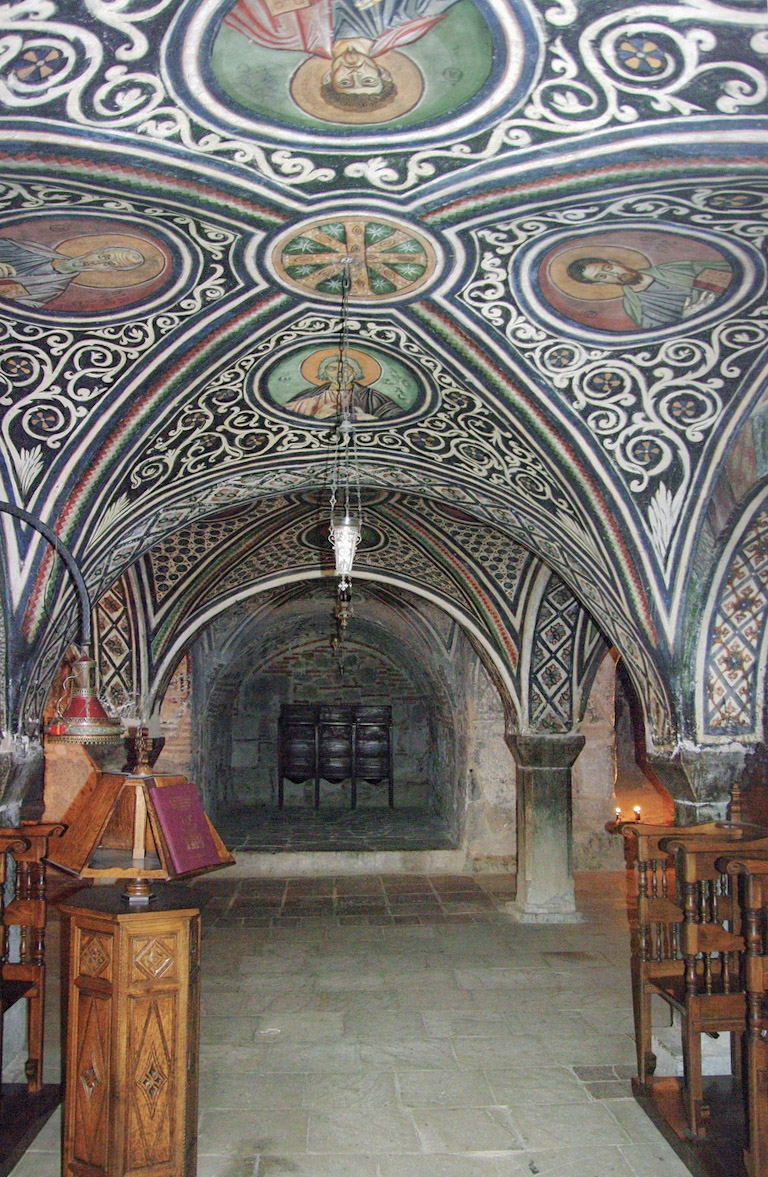
Интерьер крипты
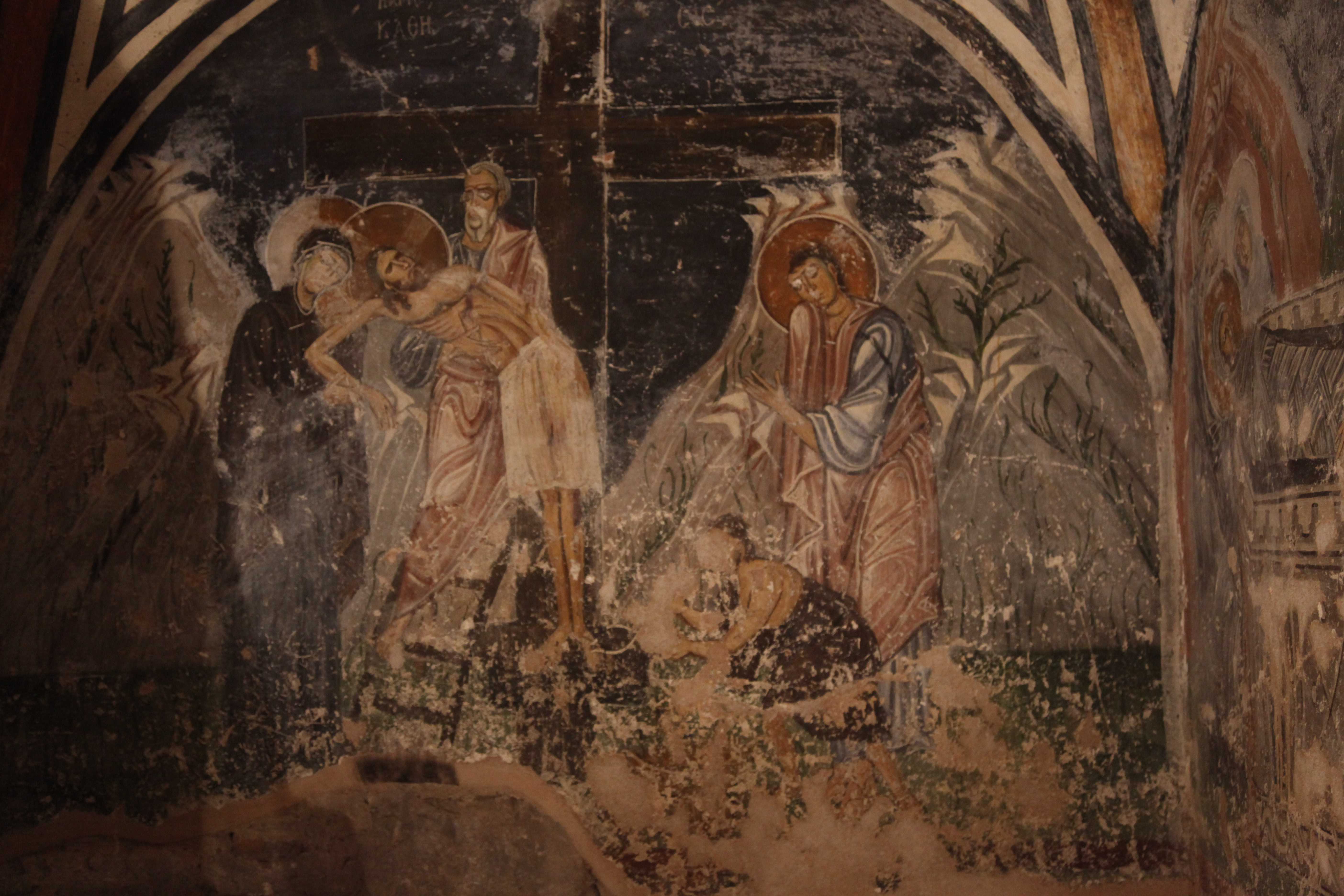
Снятие с креста (фреска крипты кафоликона)
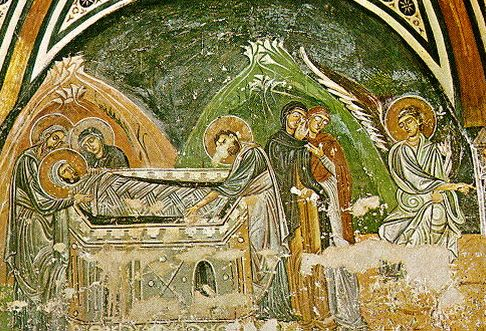
Погребение Христа и явление ангела женам-мироносицам (фреска крипты кафоликона)

### Прочие постройки

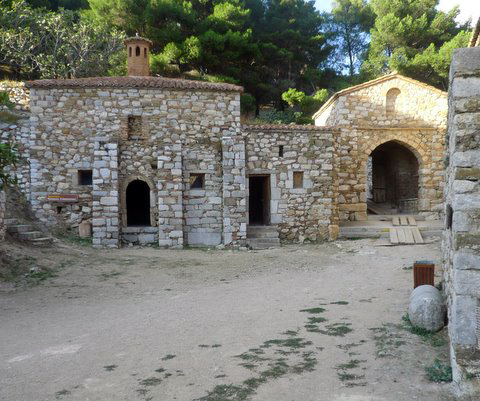
Фотанамма

- Трапезная. В ней сохранились фрески XII—XIII веков. Здание пострадало во время Второй мировой войны (разрушено во время бомбардировки в 1943 году, реставрационные проведены в конце 1950-х — начале 1960-х годов). В настоящее время в ней расположен музей византийского искусства.
- Башня. Единственная сохранившиеся из трёх башен 285 метровой стены, окружавшей монастырь. Башня двухэтажная: первый этаж занимала водопроводная система, а верхний был небольшим храмом начала XI века с шестигранным алтарём (разрушен в XIX веке). В интерьере храма сохранились фрески с изображением чудес Иисуса Христа (в основном сцены исцеления больных). В 1877—1888 годах на башне были размещены часы и она приобрела свой современный облик.
- Фотанамма — небольшой квадратный храм, в котором поддерживали огонь для обогрева монахов.[3] Представляет собой крестовокупольный храм на четырёх колонках с четырёхреберным сводом, в котором сделаны отверстия для дыма. Снаружи церковь покрыта четырёхскатной черепичной крышей с дымоходом в форме башенки.
- Хозяйственные постройки: вордонарий (место, где содержали скот), складские помещения, переоборудованные из старых келий.

## Мозаики кафоликона
Мозаики кафоликона созданы в начале XI века (существуют альтернативные версии, датирующие мозаики XII веком). Над созданием мозаик работало два мастера: первый украсил наос и апсиду, второй — нартекс. Работы этих мастеров отличаются: «стиль первого мастера характеризуется известной приглаженностью и педантической аккуратностью, стиль второго, при его внешней грубости, выдаёт большую свежесть и непосредственность».
Академик В. Н. Лазарев относит мозаики кафоликона к монашескому провинциальному искусству, но отмечает монументальные качества их ансамбля, красоту мозаичной палитры и интенсивность красок:

На густых золотых фонах эффектно выделяются синие, малиновые, тёмно-фиолетовые, зеленые и розовато-малиновые цвета. Мозаичисты охотно прибегают в трактовке одеяний к шанжирующим тонам: белый цвет незаметно переходит в различные оттенки серого, зелёного, синего, фиолетового и коричневого, а малиновый цвет — в розовый. Значительные плоскости мозаик заняты мрачным чёрным цветом, в который окрашены одеяния многих святых. Лица большинства фигур имеют бледную розовато-серую карнацию, отличающуюся вялым, порою даже мёртвенным характером.

По его мнению, мозаики Осиос Лукас «лежат в стороне от линии развития константинопольского искусства, будучи тесно связаны со старыми, чисто восточными традициями». Австрийский искусствовед Отто Демус пишет:
Мозаики этого храма расположены с абсолютной симметрией относительно оси запад–восток, и даже позы, одежды и цвет второстепенных фигур во второстепенных компартиментах церкви в соответствии с их положением выбраны с учетом этой оси.
Г. С. Колпакова отмечает, что мозаики Осиос Лукас, принадлежат к классической системе церковного декора, созданной в Константинополе в IX веке и широко использовавшейся на периферии империи. По её мнению, тенденции ансамбля мозаик Осиос Лукас были использованы при создании убранства Софии Киевской.

### Мозаики нартекса
В отношении техники исполнения мозаик нартекса Отто Демус отмечает:
Стиль мозаик нартекса Осиос Лукас более гибкий и камерный, что соответствует небольшим размерам этого помещения. Ведущий художник создававшей эти мозаики мастерской был более рафинирован. Вероятно, он происходил из самого Константинополя.
Стена нартекса, являющаяся наружной украшена фигурами 6 мучениц — Ирины, Екатерины, Варвары, Евфимии, Марины и Юлианы. На центральном простенке (над выходом) в медальонах помещены фигуры пяти греческих мучеников — Анемподиста, Пегасия, Акиндина, Афтония и Элпидофора. Справа от этой мозаики изображены равноапостольные Константин и Елена, стоящие по сторонам от Креста Господня, а также пять мучениц в медальонах — Анастасия, Фекла, Агата, Феврония и Евгения.
Над северным окном (боковая торцовая стена) изображено «Омовение ног»: апостолы одеты в белые гиматии, в центре композиции Иисус в синем гиматии омывает ноги апостола Петра. Лицо апостола показывает душевное смятение от происходящего. Напротив него, в люнете южного окна нартекса помещена мозаика «Уверение апостола Фомы».
В парусах свода у северного окна изображены целители Косьма и Дамиан (последний утрачен) и Кир и Иоанн. Крестовой свод центрального компартимента наоса украшен изображением Богородицы Оранты в окружении Иоанна Крестителя и архангелов Гавриила и Михаила. Мозаики южного свода практически утрачены, сохранился лишь медальон с изображением святого Мокия.
На восточной стене нартекса помещена сцена Распятия Христа. Над входом из нартекса в наос (основное пространство храма) помещено изображение Христа Пантократора в золотом хитоне и ярко синем гиматии. Тимпан южного компартимента слева от Пантократора украшает мозаика «Сошествие во ад». Иисус в развевающемся белом гиматии попирает сломанные врата и замки́ ада, в правой руке он держит Крест, а левой возводит из гроба Адама (старец в белых одеждах) и Еву (фигура молодой женщины в розовом плаще). С другой стороны от Иисуса изображены Соломон и Давид в царских одеждах.
В арках (медальоны и в рост) изображены апостолы
|                                                          |        |                                                                  |        |                                                                                                 |                |                                                                                |              |                                                |
| западная стена                                           | Лука   | Пять мучениц Ирина, Екатерина, Варвара, Евфимия, Марина и Юлиана | Андрей | Пять мучеников Анемподист, Пегасий, Акиндин, Афтоний и Элпидофор (мозаика над выходом на улицу) | Иоанн Богослов | Константин и Елена, пять мучениц — Анастасия, Фекла, Агата, Феврония и Евгения | Филипп       |                                                |
|                                                          |        |                                                                  |        |                                                                                                 |                |                                                                                |              |                                                |
| Омовение ног ученикам (северная — левая боковая — стена) | Симеон | Целители Косьма [и Дамиан] и Кир и Иоанн                         | Марк   | Богородица с ангелами им Иоанном Крестителем                                                    | Иаков          | Мозаика частично утрачена, сохранился Мокий                                    | Варфо- ломей | Уверение Фомы (южная — правая боковая — стена) |
|                                                          |        |                                                                  |        |                                                                                                 |                |                                                                                |              |                                                |
| восточная стена                                          | Матфей | Распятие Христово                                                | Петр   | Христос Пантократор (мозаика над входом в основное пространство)                                | Павел          | Сошествие во ад                                                                | Фома         |                                                |

### Мозаики наоса
Апсида центрального алтаря украшена изображением Богородицы на престоле с младенцем Христом на руках. Тёмно-синие мафорий и одежды Марии выделяются на золотом мозаичном фоне, полностью покрывающем апсиду. Капеллы, расположенные в рукавах трансепта, имеют одинаковое оформление — Христос в окружении двух поклоняющихся ему ангелов, образ Богородицы Одигитрии в восточном люнете, фигура местночтимого святого в западном люнете и три медальона с ликами святых на северной и южной арках капеллы. Лик Богородицы обращён в центр храма и для того, чтобы она параллельно смотрела и на Богомладенца, в северном рукаве трансепта она держит Иисуса на левой руке, а в южном — на правой.
Купол апсиды украшен сценой сошествия Святого Духа, исходящего от этимасии, помещённой в центр композиции. Над окнами апсиды — деисус, заключённый в медальоны. Триумфальную арку перед алтарной частью украшают изображения архангелов Михаила и Гавриила.

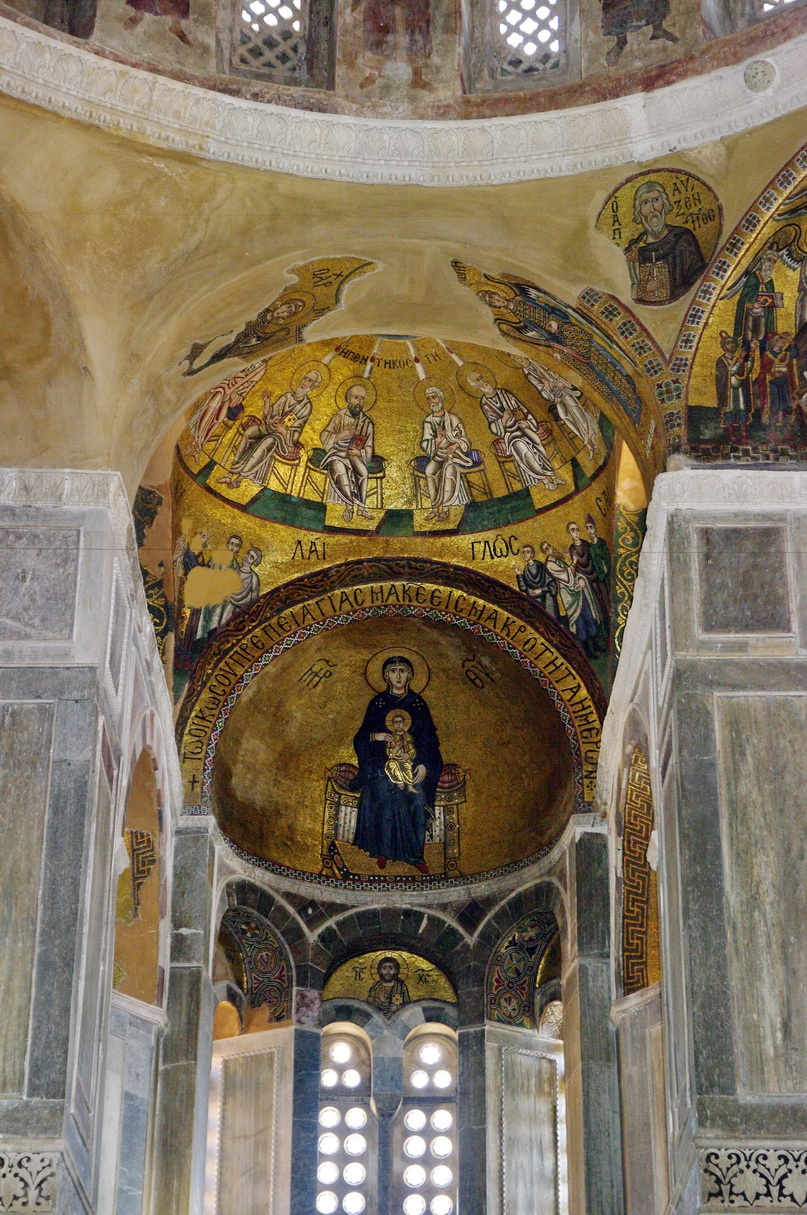
Апсида с образом Богородицы и Сошествие святого Духа
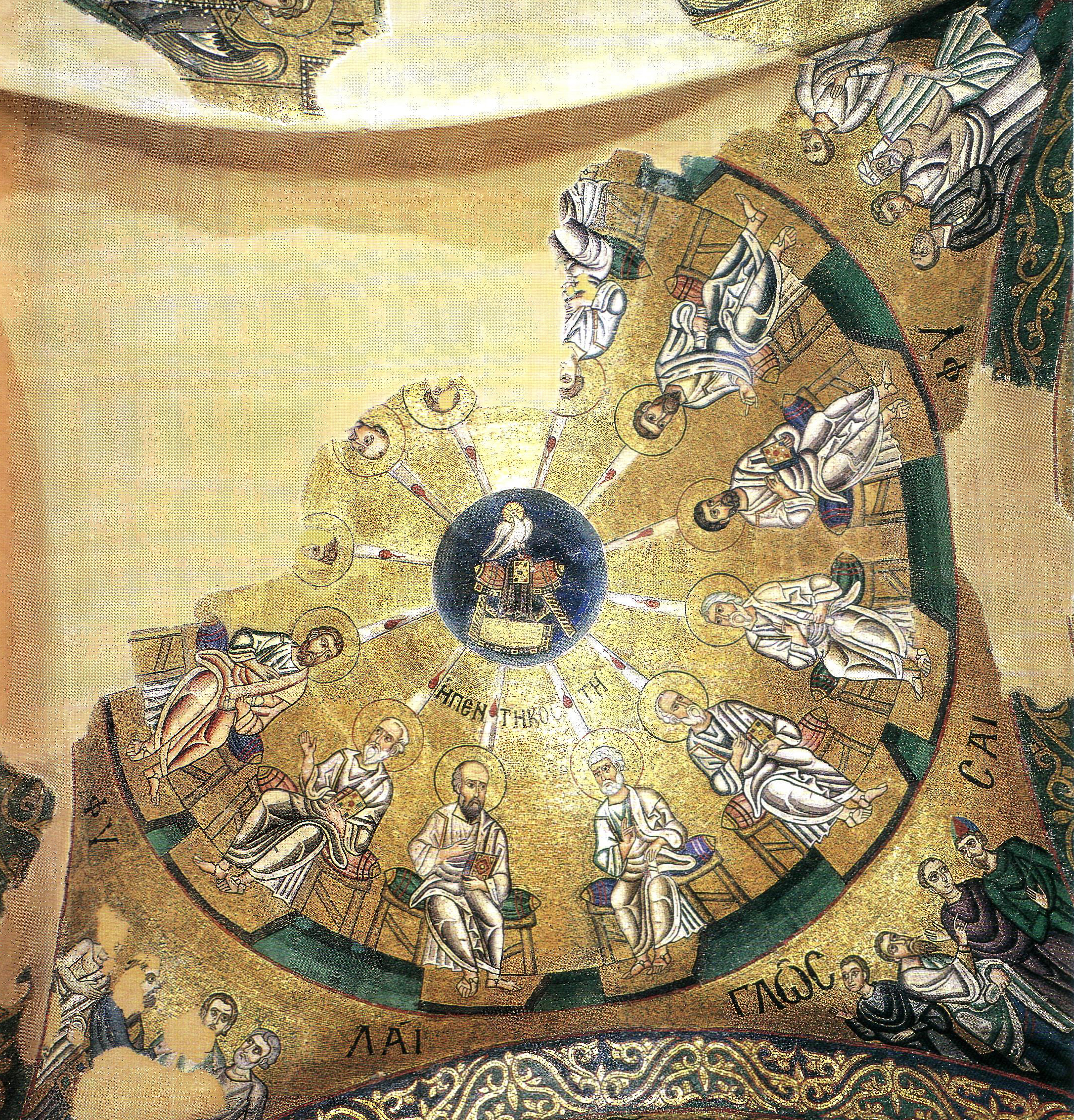
Сошествие святого Духа
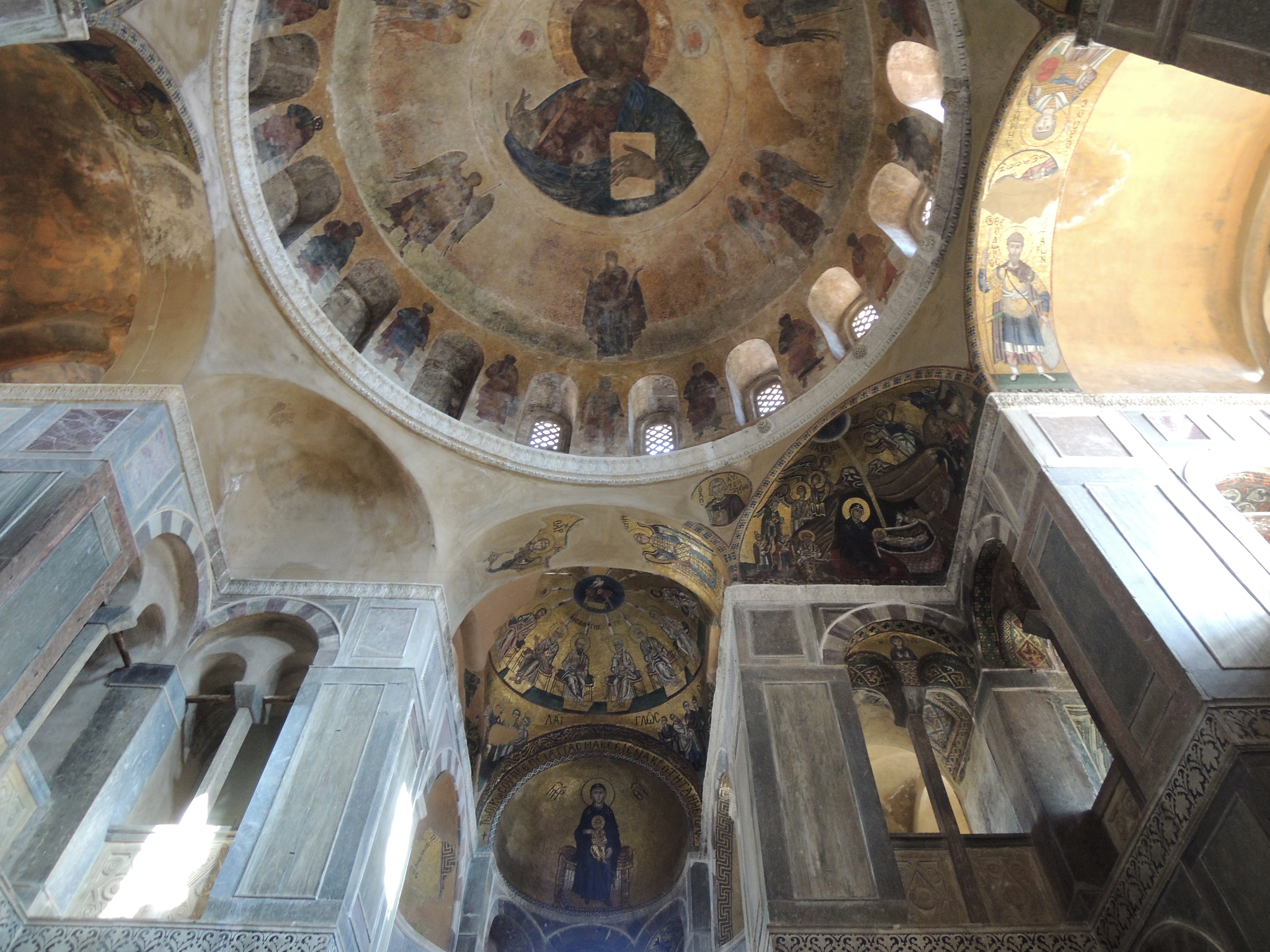
Апсида с образом Богородицы и Сошествие святого Духа, а также купол с Пантократором
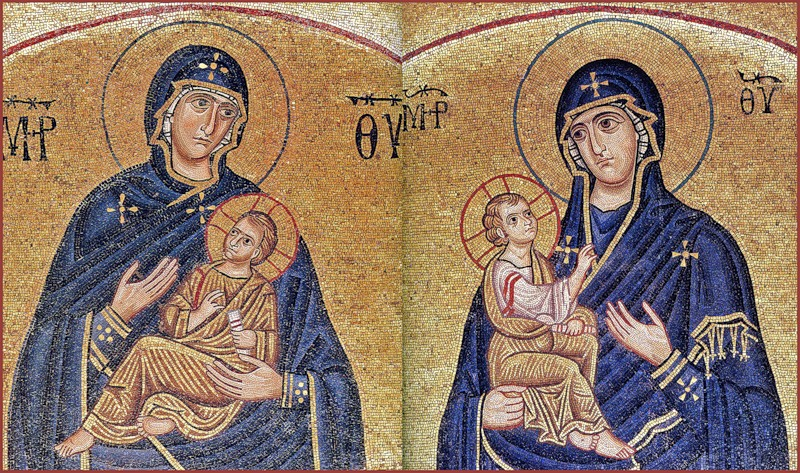
Образы Богородицы в рукавах трансепта

Центральный купол был мозаикой с изображением Христа Пантократора в окружении четырёх ангелов, Богородицы и Иоанна Предтечи. Мозаика была разрушена землетрясением 1593 года и её заменили фреской, имитирующей мозаику. Образ Христа Пантократора монументален — высота Евангелия в его руке составляет 1,1 м. Между окнами в барабане купола находились изображения шестнадцати ветхозаветных пророков, но уже к XIX веку мозаики обветшали и их заменили фресковой живописью.
В тромпах помещены четыре евангельских сцены: Благовещение (не сохранилось), Рождество Христово, Сретение и Крещение. В полунишах — образы четырёх Отцов Церкви: Василия Великого, святителя Николая, Григория Богослова и Иоанна Златоуста. Диаконник украшают мозаики на ветхозаветные темы — Даниил во рву со львами и три отрока в пещи огненной.
|                 |                                                 |                    |
| Крещение Христа | Принесение во Храм                              |                    |
|                 |                                                 |                    |
|                 | Центральный купол с фреской Иисуса Пантократора | Рождество Христово |

В остальном пространстве храма помещены многочисленные изображения святых (около 150 фигур). В основном это преподобные и святые воины, то есть рать земная и небесная. Такой выбор обусловлен тем, что храм является монастырским, а в период его строительства Византия вела многочисленные войны. О провинциальном статусе обители свидетельствуют многочисленные изображения местночитым святых. Они (особенно изображения святых, связанных с основанием обители — Лука Стириот (патрональный святой храма), Лука Гурникиот, Никон Метаноит и другие) занимают места, на которых традиционно в других храмах помещались образы Отцов Церкви. В отношении характера изображений святых Отто Демус замечает, что мозаичисты 
почти не пытались разнообразить колорит и оживить фигуры с помощью широкого спектра поз и жестов, и поэтому более или менее одинаковые изображения производят довольно унылое и однообразное впечатление.

## Включение в число объектов Всемирного наследия
13 октября 1989 года Грецией для включения в число объектов Всемирного наследия ЮНЕСКО были номинированы три монастыря — Осиос Лукас, Неа Мони и Дафни. В апреле 1990 года Международный совет по вопросам охраны памятников и достопримечательных мест представил своё заключение с обоснованием о возможности их включения в реестр. Советом были определены следующие критерии для включения данных объектов в число памятников ЮНЕСКО:
- «Объект представляет собой шедевр человеческого созидательного гения» (византийские мозаики Македонской династии);
- «Объект является выдающимся примером конструкции, архитектурного или технологического ансамбля или ландшафта, которые иллюстрируют значимый период человеческой истории» (Осиос Лукас является крупнейшим из архитектурных памятников средневизантийского периода).

На 14-й сессии Комитета Всемирного наследия, состоявшейся в Канаде 7-12 декабря 1990 года, указанные монастыри были включены в Список объектов Всемирного наследия под номером 537.